# Arroz jazmín

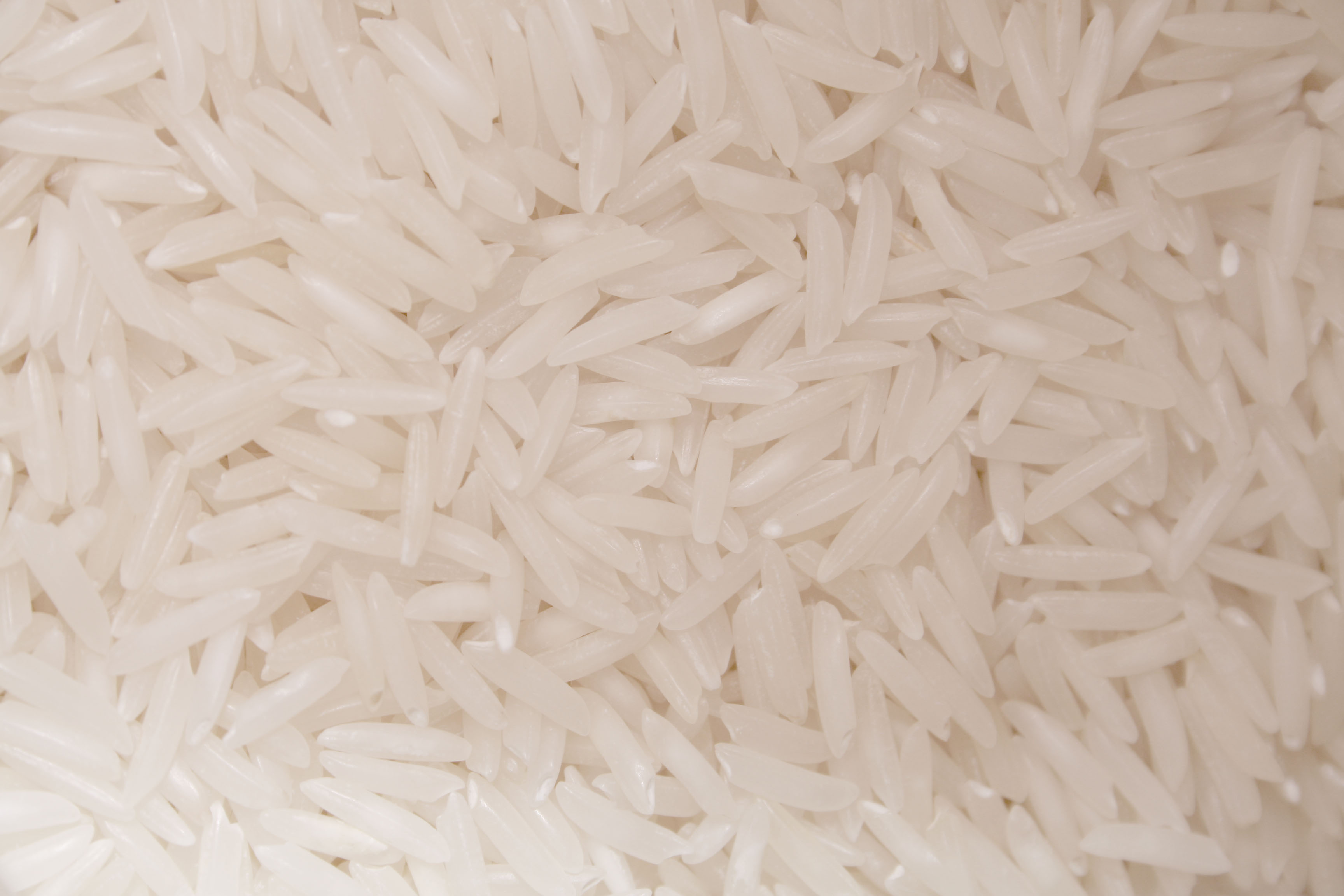
Imagen ampliada de granos de Arroz Jazmín.

El arroz jazmín (tailandés: ข้าวหอมมะลิ; kao hom mali) es una variedad de arroz de grano largo que tiene un aroma y sabores característicos. Su nombre se debe a la flor del jazmín que posee un dulce aroma y que se cultiva en el Sureste Asiático.  Esta variedad de arroz es muy representativa de la cocina tailandesa, tanto es así que a veces se denomina arroz tailandés.

## Características
Este arroz debe ser escurrido en agua antes de ser cocido debido a que tiene un contenido extra de almidón. Los granos de esta variedad de arroz tienden a juntarse cuando son cocidos, mostrando que tienen menos amilopectinas. Es menos pegajoso que otros arroces de grano largo. Suele mencionarse que esta variedad de arroz posee un sabor muy similar al de las nueces asadas o al aroma que desprenden las palomitas de maíz.

## Usos
La mayoría de las casas en Singapur consumen este tipo de arroz y se puede encontrar fácilmente en los supermercados locales. El arroz es principalmente empleado en muchos tipos de platos de arroz de la cocina tailandesa y en especial en Singapur. Los Hawkers (vendedores callejeros) y la mayoría de los establecimientos comerciales no emplean este tipo de arroz para cocinar debido a su elevado precio. Este arroz puede comprase con relativa facilidad en Estados Unidos.

## Historia
El famoso arroz jazmín ('Jasmine rice') es la variedad Kao Dawk Mali 105 (KDML105) descubierta por Mr. Sunthorn Seehanern, un oficial arrocero en la provincia de Chachengsao. Antiguamente crecía en las altas montañas de Tailandia y durante siglos era cultivado solo por los nobles del Reino de Siam, hoy en día la región noreste de Tailandia cultiva el arroz jazmín de mejor calidad (región de Ubon Ratchathani).